# Rajab
Rajab of Radjab (Arabisch: رجب) is de zevende maand van de islamitische kalender. De lexicale definitie van rajab is "respect", afgeleid van het woord rajaba.
Deze maand wordt beschouwd als een van de vier heilige maanden in de islam, waar oorlogvoering verboden is.

## Rajab ten opzichte van de westerse kalender
De islamitische kalender is een maankalender, en de eerste dag van een nieuwe maand is de dag dat de nieuwe maan zichtbaar wordt. Daar een maanjaar 11 tot 12 dagen korter is dan een zonnejaar, verplaatst rajab zich net als de andere maanden in de islamitische kalender door de seizoenen. Hieronder staan de geschatte data voor rajab, gebaseerd op de Saoedische Umm al-Qurakalender:
| AH   | Eerste dag (CE)  | Laatste dag (CE)  |
| ---- | ---------------- | ----------------- |
| 1445 | 013 januari 2024 | 010 februari 2024 |
| 1446 | 01 januari 2025  | 030 januari 2025  |
| 1447 | 21 december 2025 | 019 januari 2026  |
| 1448 | 10 december 2026 | 08 januari 2027   |
| 1449 | 29 november 2027 | 28 december 2027  |

Muharram ·
Safar ·
Rabi' al-awwal ·
Rabi' al-thani ·
Djoemada al-awwal ·
Djoemada al-thani ·
Rajab ·
Sha'aban ·
Ramadan ·
Shawwal ·
Dhoe al-Qi'dah ·
Dhoe al-Hidzjah